# ستيوارت جمان
ستيوارت آلان جمان (بالإنجليزية: Stuart Geman) هو عالم رياضياتي أمريكي، والمعروف بإسهاماته المؤثرة لرؤية الكمبيوتر والاحصاءات ونظرية الاحتمالات، تعلم الآلي، والعلوم العصبية. اشتهر هو وشقيقه دونالد جيمان باقتراحهما لأخذ عينات جيبس، ولأول دليل على تقارب خوارزمية التلدين المحاكية.